# Mistrzostwa Świata w Kolarstwie BMX 2006
11. Mistrzostwa świata w kolarstwie BMX 2006 odbyły się w brazylijskim São Paulo, w dniach 29-30 lipca 2006 roku. W porównaniu z poprzednimi latami w programie zaszły dwie zmiany: odtąd kobiety rywalizowały również w cruiserze w kategoriach elite i juniorek. Łącznie rozegrano więc osiem konkurencji: wyścig elite i juniorów oraz cruiser elite i juniorów, zarówno dla kobiet jak i mężczyzn. W klasyfikacji medalowej zwyciężyli reprezentanci USA zdobywając łącznie sześć medali, w tym trzy złote.

## Medaliści
| Konkurencja:          | Złoto:                | Srebro:              | Brąz:             |
| Klasyfikacja mężczyzn |                       |                      |                   |
| Elite                 | Javier Colombo        | Randy Stumpfhauser   | Mike Day          |
| Cruiser               | Donny Robinson        | Danny Caluag         | Damien Godet      |
| Juniorzy              | Moana Moo-Caille      | Martin Scherpen      | Ramiro Marino     |
| Cruiser juniorzy      | Joe Sowers            | Fausto Endara        | Edžus Treimanis   |
| Klasyfikacja kobiet   |                       |                      |                   |
| Elite                 | Willy Kanis           | María Gabriela Díaz  | Cécile Lazzarotto |
| Cruiser               | Laëtitia Le Corguillé | Samantha Cools       | María Belén Dutto |
| Juniorki              | Shanaze Reade         | María Eugenia Ruarte | Sarah Walker      |
| Cruiser juniorki      | Amanda Geving         | Sarah Walker         | Magalie Pottier   |

## Tabela medalowa
| Miejsce | Państwo           | Złoto | Srebro | Brąz | Razem |
| ------- | ----------------- | ----- | ------ | ---- | ----- |
| 1       | Stany Zjednoczone | 3     | 2      | 1    | 6     |
| 2       | Francja           | 2     | 0      | 3    | 5     |
| 3       | Argentyna         | 1     | 2      | 2    | 5     |
| 4       | Holandia          | 1     | 1      | 0    | 2     |
| 5       | Wielka Brytania   | 1     | 0      | 0    | 1     |
| 6       | Nowa Zelandia     | 0     | 1      | 1    | 2     |
| 7       | Kanada            | 0     | 1      | 0    | 1     |
|         | Kolumbia          | 0     | 1      | 0    | 1     |
| 9       | Łotwa             | 0     | 0      | 1    | 1     |